# Chaliminia musteloides
Chaliminia musteloides és una espècie de teràpsid triteledòntid que visqué a finals del Triàsic en allò que avui en dia és Sud-amèrica. Se n'han trobat restes fòssils a la província de la Rioja (Argentina). Les seves dents postcanines superiors són similars a les del seu parent proper Pachygenelus.